# Nytorv (Flensborg)
 For alternative betydninger, se Nytorv (flertydig). (Se også artikler, som begynder med Nytorv)
Nytorv (dansk) eller Neumarkt (tysk) er et torv i Flensborg, der ligger umiddelbart syd for rådhuset og ved en af de store indfaldsveje til Flensborg centrum. Med opførelsen af det nye rådhus i 1964 blev området ved Nytorvet omdannet til et stort trafikknudepunkt. Torvet var op til 1900-tallet en del af bymarken Rude.
54°46′49″N 9°26′3″Ø / 54.78028°N 9.43417°Ø